# Один цент (Лінкольн)

Один цент (Лінкольн) (англ. Lincoln cent) — дрібна розмінна монета США. Цей тип монет карбується з 1909 року. Цент випущений до 100-річчя з дня народження Авраама Лінкольна, ставши першою монетою з зображенням президента США. Монета поділяється на багато типів реверса і різновидів, цей номінал став рекордсменом — дизайн лицьової сторони не змінюється вже понад 100 років.

## Історія
Більш ніж протягом століття, федеральні посадові особи США слідували вказівкам Джорджа Вашингтона і уникали зображення президентів чи будь-яких інших відомих особистостей на національних монетах, призначених для повсякденного обігу. Тому, коли виник намір зробити монету із зображенням Лінкольна, це зіткнулося зі значним опором традиціоналістів. Однак, скептики і критики ніколи не були серйозними противниками для президента Теодора Рузвельта. У Рузвельта був персональний інтерес у створенні нових монет США. Проштовхнувши проєкт для нових чотирьох золотих монет, він звернув свою увагу на цент, де проєкт «Голова Індіанця» панував з 1859 року. Напарником Рузвельта в русі з цьому напрямку став Віктор Бреннер (англ. Victor David Brenner), литовський іммігрант, людина найбільшого таланту. Їхні шляхи перетнулися в 1908 році, коли Рузвельт позував Бреннеру для медалі «Служби Панамського каналу». У художника вже були плакетка і медаль, підготовлені ним до сторіччя з дня народження Лінкольна, і він запропонував президенту ідею монети. Президент легко погодився і попросив, щоб Бреннер підготував проєкт.

### «Пшеничний» цент
На лицьовій стороні художник помістив бюст Лінкольна, повернутий вправо, і, вперше на центі, девіз «IN GOD WE TRUST». Зліва до погруддя Лінкольна примикав напис «LIBERTY», дата була розташована праворуч. Проєкт зворотного боку містив зображення двох класів, ліворуч і праворуч, а також написи «ONE CENT», «E PLURIBUS UNUM» і «UNITED STATES OF AMERICA». Найвищими точками рельєфу стали: на аверсі — вилиця і щелепа Лінкольна, на реверсі — кінчики колосів пшениці. Це були ті місця, де треба шукати перші сліди зносу монети.
Дискусія з приводу портрета Лінкольна швидко затихла; більшість американців знайшли проєкт цілком прийнятним. Новий диспут виник після випуску перших монет в серпні 1909-го. Обговорювалася наявність на монетах знизу реверсу ініціалів художника «VDB». Громадський протест призвів до їх швидкого вилучення, що, в свою чергу призвело до створення головної рідкості: тільки 484 000 центів викарбувані в Сан-Франциско з ініціалами, і цент «1909-S VDB» став однією з найбажаніших монет в колекціях. Центи «1909-S без V.D.B.» теж рідкісні, але, так як їх викарбувано 1,8 мільйона, вони є в чотири рази менше раритетними. Ініціали Бреннера були відновлені в 1918 році набагато меншим шрифтом на плечі бюсту Лінкольна.

### «Сталевий» цент
У 1943 році, у зв'язку з великими витратами міді в оборонній промисловості, монетний двір ста випускати центи Лінкольна з оцинкованої сталі. Заміна виявилася невдалою, і в 1944–1946 роках монетний двір використовував латунь, вперше випробувану в 1942 році. Це було пов'язано з виснаженням запасу олова, використаного до і після війни. Частина латунних монет була виготовлена з металу, отриманого переплавкою декількох ящиків патронів. У спадок від цих експериментів з'явилися рідкісні і цінні екземпляри центів, оскільки Монетний двір ненавмисно відкарбував крихітний тираж центів 1943 року в бронзі і трохи більше центів 1944-го в сталі. У США навіть поширився помилковий слух, що Генрі Форд продав би новий автомобіль за один цент 1943-го з міді. Мідні центи 1943 року моментально подорожчали, але потім повернулися до їх попередньої ціни.

### Цент «Меморіал Лінкольна»
У 1959 році з нагоди 150-річчя з дня народження Авраама Лінкольна було змінено дизайн реверсу монети, замість колосків пшениці було розміщено зображення Меморіала Лінкольна за проєктом головного гравера монетного двору США Френка Гаспарро. Цей тип центів карбувався до 2008 року.

### Ювілейний випуск
У 2009 році з нагоди 200-річчя з дня народження Авраама Лінкольна було випущено ювілейну серію центів.

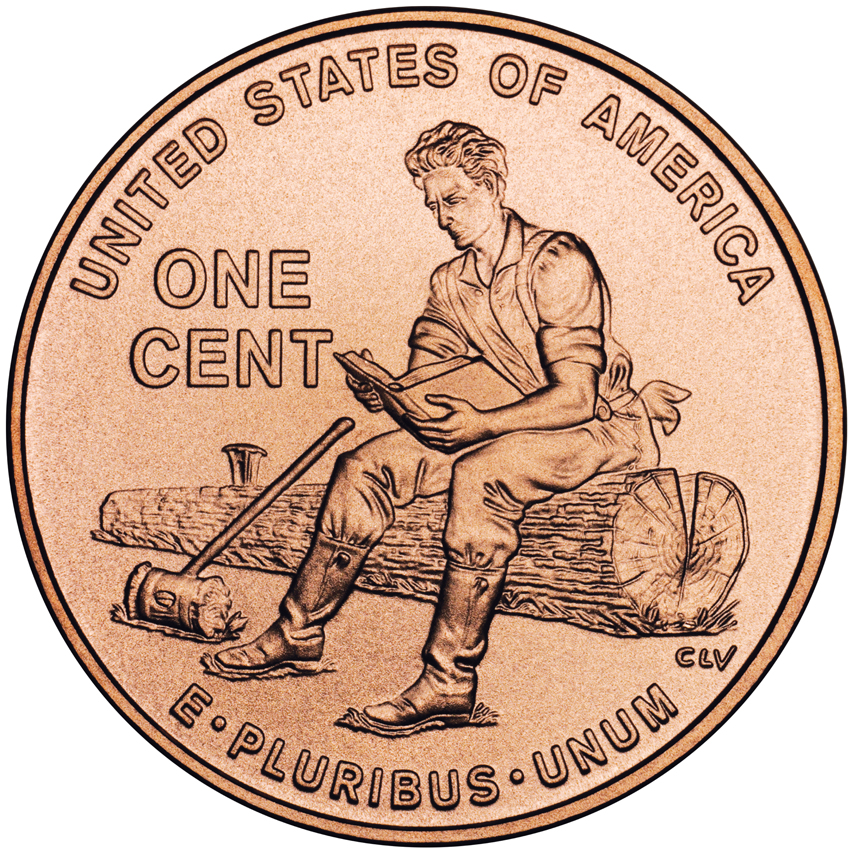
Період президентства.

### 2010—
З 2010 року дизайн реверсу монети було змінено, замість Меморіалу Лінкольну було розміщено щит, що символізував єдність країни.

## Карбування
Карбування цента Лінкольна спочатку велося значними обсягами. Монетний двір Філадельфії (у монет цього двору немає позначки) був найбільшим виробником, поряд з Сан-Франциско (знак «S») і Денвером («D»), що збільшили виробництво в наступні роки. Денвер взагалі почав випуск центів тільки в 1911 році. Філадельфійський двір один відкарбував більше 100 мільйонів центів в 1909 році, а в 1941 році загальна кількість центів, випущених на всіх дворах, вперше перевищила один мільярд. Матові центи Лінкольна в стані «пруф» карбувалися у Філадельфії з 1909 по 1916, а зеркальні — з 1936 до 1942 і знову з 1950 до 1964. Зеркальні центи «пруф» зараз карбуються щорічно, починаючи з 1968 року, в Сан-Франциско. Незважаючи на масовість виробництва, багато центів Лінкольна мають значну колекційну вартість, і, не дивлячись на значну пропозицію, попит на них так само залишається високим.

## Різновиди
Крім помилок або інших незвичайних різновидів, тільки дві монети в цьому ряді мають тираж нижче одного мільйона: «1909-S VDB» і «1931-S», коли Велика Депресія змусила зменшити тираж до 866 000. Випуски «S» зазвичай мали найменші тиражі. Тим не менш, один з найцікавіших варіантів — «1914-D». Тільки 1193000 монет було випущено, але вельми мала частина дійшла до нас в ідеальному стані. Інші рідкісні випуски «1910-S», «1911-S», «1912-S», «1913-S», «1914-S», «1915-S» і «1924-D». Нетривіальні монети займають особливе місце в ряду найцінніших екземплярів. Одна з них — 1922 «Plain», випущені на монетному дворі Денвера. На таких монетах зазвичай нижче дати ставився знак «D» — на всіх, крім цієї. Її легко впізнати, оскільки у Філадельфії в 1922 році не було випущено жодного цента. Інший різновид цента Лінкольна, виявлен колекціонерами, це — цент з помилкою «подвійна плашка». Ці монети мають очевидне подвоєння дати і написів. Можливо, найвражаюча (і найцінніша) помилка цього типу сталася на аверсі невеликого числа центів, викарбуваних в 1955 році у Філадельфії. Подвоєння також може бути знайдено на аверсі деяких з центів, датованих 1936, 1972, 1984 і 1995 роках і на реверсі деяких центів, датованих 1983 роком.

## Тираж

### Цент «Пшеничні колоски»
| Рік                                             | Філадельфія                         | Денвер        | Сан-Франциско     |
| ----------------------------------------------- | ----------------------------------- | ------------- | ----------------- |
| 1909 (з монограмою гравера VDB) (без монограми) | 27 995 000 (1194) 72 700 000 (2618) |               | 484 000 1 825 000 |
| 1910                                            | 146 798 813 (2405)                  |               | 6 045 000         |
| 1911                                            | 101 176 054 (2411)                  | 12 672 000    | 4 026 000         |
| 1912                                            | 68 150 915 (2145)                   | 10 411 000    | 4 431 000         |
| 1913                                            | 76 529 504 (2848)                   | 15 804 000    | 6 101 000         |
| 1914                                            | 75 237 067 (1365)                   | 1 193 000     | 4 137 000         |
| 1915                                            | 29 090 970 (1150)                   | 22 050 000    | 4 833 000         |
| 1916                                            | 131 832 627 (1050)                  | 35 956 000    | 22 510 000        |
| 1917                                            | 196 429 785                         | 55 120 000    | 32 620 000        |
| 1918                                            | 288 104 634                         | 47 830 000    | 34 680 000        |
| 1919                                            | 392 021 000                         | 57 154 000    | 139 760 000       |
| 1920                                            | 310 165 000                         | 49 280 000    | 46 220 000        |
| 1921                                            | 39 157 000                          |               | 15 274 000        |
| 1922                                            |                                     | 7 160 000     |                   |
| 1923                                            | 74 723 000                          |               | 8 700 000         |
| 1924                                            | 75 178 000                          | 2 520 000     | 11 696 000        |
| 1925                                            | 139 949 000                         | 22 580 000    | 26 380 000        |
| 1926                                            | 157 088 000                         | 28 020 000    | 4 550 000         |
| 1927                                            | 144 440 000                         | 27 170 000    | 14 276 000        |
| 1928                                            | 134 116 000                         | 31 170 000    | 17 266 000        |
| 1929                                            | 185 262 000                         | 41 730 000    | 50 148 000        |
| 1930                                            | 157 415 000                         | 40 100 000    | 24 286 000        |
| 1931                                            | 19 396 000                          | 4 480 000     | 866 000           |
| 1932                                            | 9 062 000                           | 10 500 000    |                   |
| 1933                                            | 14 360 000                          | 6 200 000     |                   |
| 1934                                            | 219 080 000                         | 28 446 000    |                   |
| 1935                                            | 245 388 000                         | 47 000        | 38 702 000        |
| 1936                                            | 309 632 000 (5569)                  | 40 620 000    | 29 130 000        |
| 1937                                            | 309 170 000 (9320)                  | 50 430 000    | 34 500 000        |
| 1938                                            | 156 682 000 (14 374)                | 20 010 000    | 15 180 000        |
| 1939                                            | 316 466 000 (13 520)                | 15 160 000    | 52 070 000        |
| 1940                                            | 586 810 000 (15 872)                | 81 390 000    | 112 940 000       |
| 1941                                            | 887 018 000 (21 100)                | 128 700 000   | 92 360 000        |
| 1942                                            | 657 796 000 (32 600)                | 206 698 000   | 85 590 000        |
| 1943                                            | 684 628 670                         | 217 660 000   | 191 550 000       |
| 1944                                            | 1 435 000                           | 430 578 000   | 282 760 000       |
| 1945                                            | 1 040 515 000                       | 266 268 000   | 181 770 000       |
| 1946                                            | 991 655 000                         | 315 690 000   | 198 100 000       |
| 1947                                            | 190 555 000                         | 194 750 000   | 99 000            |
| 1948                                            | 317 570 000                         | 172 637 500   | 81 735 000        |
| 1949                                            | 217 775 000                         | 153 132 500   | 64 290 000        |
| 1950                                            | 272 635 000 (51 386)                | 334 950 000   | 118 505 000       |
| 1951                                            | 284 576 000                         | 625 355 000   | 136 010 000       |
| 1952                                            | 186 775 000 (81 980)                | 746 130 000   | 137 800 004       |
| 1953                                            | 256 755 000 (128 800)               | 700 515 000   | 181 835 000       |
| 1954                                            | 71 640 050 (233 300)                | 251 552 500   | 96 190 000        |
| 1955                                            | 330 580 000 (378 200)               | 563 257 500   | 44 610 000        |
| 1956                                            | 420 745 000 (669 384)               | 1 098 201 100 |                   |
| 1957                                            | 282 540 000 (1 247 952)             | 1 051 342 000 |                   |
| 1958                                            | 252 525 000 (875 652)               | 800 953 300   |                   |

### Цент «Меморіал Лінкольна»
| Рік  | Філадельфія               | Денвер        | Сан-Франциско           |
| ---- | ------------------------- | ------------- | ----------------------- |
| 1959 | 609 715 000 (1 149 291)   | 1 279 760 000 |                         |
| 1960 | 586 405 000 (1 691 602)   | 1 580 884 000 |                         |
| 1961 | 753 345 000 (3 028 244)   | 1 753 266 700 |                         |
| 1962 | 606 045 000 (3 218 019)   | 1 793 148 400 |                         |
| 1963 | 754 110 000 (3 075 645)   | 1 774 020 400 |                         |
| 1964 | 2 648 575 000 (3 950 762) | 3 799 071 500 |                         |
| 1965 | 1 497 224 900 (2 360 000) |               |                         |
| 1966 | 2 188 147 783 (2 261 583) |               |                         |
| 1967 | 3 048 667 100 (1 863 344) |               |                         |
| 1968 | 1 707 880 970             | 2 886 269 600 | 258 270 001 (3 041 506) |
| 1969 | 1 136 910 000             | 4 002 832 200 | 544 375 000 (2 934 631) |
| 1970 | 1 898 315 000             | 2 891 438 900 | 690 560 004 (2 632 810) |
| 1971 | 1 919 490 000             | 2 911 045 600 | 525 133 459 (3 220 733) |
| 1972 | 2 933 255 000             | 2 665 071 400 | 376 939 108 (3 260 996) |
| 1973 | 3 728 245 000             | 3 549 576 588 | 317 177 295 (2 760 339) |
| 1974 | 4 232 140 523             | 4 235 098 000 | 409 426 660 (2 612 568) |
| 1975 | 5 451 476 142             | 4 505 275 300 | (2 845 450)             |
| 1976 | 4 674 292 426             | 4 221 592 455 | (4 149 730)             |
| 1977 | 4 469 930 000             | 4 194 062 300 | (3 251 152)             |
| 1978 | 5 558 605 000             | 4 280 233 400 | (3 127 781)             |
| 1979 | 6 018 515 000             | 4 139 357 254 | (3 677 175)             |
| 1980 | 7 414 705 000             | 5 140 098 660 | (3 554 806)             |
| 1981 | 7 491 750 000             | 5 373 235 677 | (4 063 083)             |
| 1982 | 10 712 525 000            | 6 012 979 368 | (3 857 479)             |
| 1983 | 7 752 355 000             | 6 467 199 428 | (3 279 126)             |
| 1984 | 8 151 079 000             | 5 569 238 906 | (3 065 110)             |
| 1985 | 5 648 489 887             | 5 287 399 926 | (3 362 821)             |
| 1986 | 4 491 395 493             | 4 442 866 698 | (3 010 497)             |
| 1987 | 4 682 466 931             | 4 879 389 514 | (4 227 728)             |
| 1988 | 6 092 810 000             | 5 253 740 443 | (3 262 948)             |
| 1989 | 7 261 535 000             | 5 345 467 111 | (3 220 194)             |
| 1990 | 6 851 765 000             | 4 922 894 533 | (3 299 559)             |
| 1991 | 5 165 940 000             | 4 158 442 076 | (2 867 787)             |
| 1992 | 4 648 905 000             | 4 448 673 300 | (4 176 560)             |
| 1993 | 5 684 705 000             | 6 426 650 571 | (3 394 792)             |
| 1994 | 6 500 850 000             | 7 131 765 000 | (3 269 923)             |
| 1995 | 6 411 440 000             | 7 128 560 000 | (2 797 481)             |
| 1996 | 6 612 465 000             | 6 510 795 000 | (2 525 265)             |
| 1997 | 4 622 800 000             | 4 576 555 000 | (2 796 678)             |
| 1998 | 5 032 200 000             | 5 225 200 000 | (2 086 507)             |
| 1999 | 5 237 600 000             | 6 360 065 000 | (2 543 401)             |
| 2000 | 5 503 200 000             | 8 774 220 000 | (3 082 483)             |
| 2001 | 4 959 600 000             | 5 374 990 000 | (2 294 043)             |
| 2002 | 3 260 800 000             | 4 028 055 000 | (2 277 720)             |
| 2003 | 3 300 000                 | 3 548 000     | (3 298 439)             |
| 2004 | 3 379 600 000             | 3 456 400 000 | (2 965 422)             |
| 2005 | 3 935 600 000             | 3 764 450 500 | (3 344 679)             |
| 2006 | 4 290 000                 | 3 944 000     | (3 054 436)             |
| 2007 | 3 762 400 000             | 3 638 800 000 | (2 259 847)             |
| 2008 | 2 558 800 000             | 2 849 600 000 | (1,998,108)             |

### Ювілейна серія «200-річчя Лінкольна» (2009)
| Тип                     | Філадельфія | Денвер      |
| ----------------------- | ----------- | ----------- |
| Народження та дитинство | 284 800 000 | 350 000     |
| Юність                  | 376 000     | 363 600 000 |
| Кар'єра юриста          | 316 000     | 336 000     |
| Період президентства    | 129 600 000 | 198 000     |

## Джерело
- Нумізматичний сайт
- Нумізматичний сайт